# Голоценові відклади
Голоценові відклади — геологічні відклади, що утворилися протягом голоцену. В Україні представлені переважно річковими (алювіальними), озерно-болотними, лиманно-морськими генетичними типами і ґрунтами. У долинах річок Дніпра, Західного Бугу та Молочної вони представлені пісками руслової фації та піщано-глинистими породами заплавної та старичної фації загальною потужністю до 3-5 м. У гірських та передгірних районах — несортованим ґравійно-галечниковим м-ом. Озерно-болотні Г.в. поширені на Поліссі і представлені суглинками та глинами з прошарками торфу й мулу, їх середня потужність 15 м. Лиманно-морські Г.в. — на шельфі і в лиманах Чорного та Азовського морів; вони складаються з мулів, глин та пісків потужністю 15-30 м. До Г.в. належать і техногенні утворення відвалів, териконів та хвостосховищ. Озерноболотні Г.в. на Чернігівщині, Рівненщині, Житомирщині містять родовища торфу й сапропелевих мулів. Еолові піски використовують у буд. галузі. Ґравійно-галькові породи — колектори ґрунтових вод.